# 이봄이
이봄이(1991년 11월 14일 ~ )는 대한민국의 레이싱모델이다.

## 경력

### 레이싱모델 경력
- 2014년 - 부산모터쇼 레이싱모델
- 2014년 - 서울오토살롱 레이싱모델
- 2014년 - 대구 튜닝카 페스티벌
- 2014년 - 럭셔리 슈퍼카 위켄드 레이싱모델
- 2015년 - 서울모터쇼 닛산 레이싱모델
- 2015년 - 서울오토살롱 DJ